# Аукштайтия (стадион)
«Аукшта́йтия» (лит. Aukštaitijos stadionas; Аукштайтийский стадион) — многофункциональный стадион в городе Паневежис, Литва. Максимальная вместимость — 4000 зрителей. В настоящее время используется главным образом для проведения футбольных матчей. Является домашним стадионом клуба «Экранас» (Паневежис) — участника А-лиги Чемпионата Литвы по футболу.

## Основные характеристики стадиона
- Год постройки: 1963
- Вместительность: 4 000 мест
- Осветительные мачты: 4
- Размер игрового поля: 105×68 м
- Газон: естественный, травяной, с системой полива
- Количество трибун: 4

## История
Стадион расположен в центре Паневежиса. Название стадиона происходит от названия этнографической области на северо-востоке современной Литвы, самым крупным городом которой считается Паневежис.